# Ludwig Biewer
Pour les articles homonymes, voir Biewer.
Ludwig Biewer (né le 8 juillet 1949 à Bornheim, arrondissement d'Alzey (de)) est un archiviste, héraldiste et historien allemand. De 2003 jusqu'à sa retraite en 2014, il est chef des archives politiques du ministère fédéral des Affaires étrangères (de).

## Biographie
Biewer est le fils d'un maître charpentier. Après avoir obtenu son diplôme d'études secondaires à Alzey en 1968, Biewer étudie l'histoire et l'allemand de 1968 à 1977 à l'université Johannes-Gutenberg de Mayence et à l'université Karl Franzens de Graz. L'examen d'État en 1974 est suivi d'un doctorat en 1977 à l'université de Mayence avec une thèse sur les efforts de réforme impériale dans la république de Weimar. Après avoir terminé son stage d'archiviste à l'école d'archives de Marbourg (de) (1977-1979), Biewer travaille d'abord aux archives d'État secrètes du patrimoine culturel prussien (de) à Berlin. En 1987, il rejoint les archives politiques du ministère fédéral des Affaires étrangères. Il en est le chef de 2003 jusqu'à sa retraite à l'été 2014, depuis 2007 en tant que chargé de cours conseiller de légation 1re classe. Il est marié depuis 1980 et ils ont un fils et une fille.
De 1989 à 2014, il enseigne à temps partiel au centre de formation et de perfectionnement du ministère des Affaires étrangères, de 1994 à 2000, il est également chargé de cours d'héraldique à l'université de Bonn et de 2002 à 2016, il enseigne l'héraldique à l'université libre de Berlin. L'un des domaines de travail de Biewer est l'histoire de la Poméranie. De 1993 à 2017, il est président bénévole de la Société d'histoire, d'antiquité et d'art de Poméranie; en 2018, il est nommé membre honoraire de cette société. Il est également membre de plusieurs commissions historiques pour l'histoire de l'Allemagne de l'Est, à savoir la Commission historique de Poméranie, de la Commission historique pour la recherche d'État de Prusse-Orientale et Occidentale et la Commission historique prussienne. Biewer est également membre du comité Herold pour le Deutsche Wappenrolle (de). En 2003, le ministre fédéral de l'Intérieur le nomme à la commission d'historiens germano-russe (de), dont il fait partie jusqu'en 2014.

## Travail associatif
Au cours de ses études, il devient membre du VDSt (de) Königsberg-Mainz en 1969 et du VDSt Graz en 1971. Il est doyen extraordinaire du VDSt Berlin-Charlottenbourg (de). En 1997, il devient doyen du VDSt Marbourg, où il est président de l'association des anciens de 1991 à 1997. De 1975 à 1979, il est assesseur au conseil d'administration de l'association des anciens du VDSt Königsberg-Mainz. Dans le VVDSt, il est président local des syndicats actifs en 1971/72 et de 1978 à 1982, il est assesseur des anciens. En 1974, il devient archiviste syndical. Il publie sur l'histoire des étudiants.En 2021, il prend la présidence de l'association héraldique HEROLD.

## Prix
- 1981 : ordre de Saint-Jean, chevalier d'Honneur
- 1992 : ordre de Saint-Jean, chevalier de Justice
- Ordre de la Croix de Terra Mariana de la république d'Estonie, de 4e classe (2008)[1]

## Publications (sélection)
- Reichsreformbestrebungen in der Weimarer Republik. Fragen zur Funktionalreform und zur Neugliederung im Südwesten des Deutschen Reiches. Lang, Frankfurt am Main 1980. (Dissertation)
- mit Bernhart Jähnig: Kleiner Atlas der deutschen Territorialgeschichte. 2. Auflage. Fondation culturelle des expulsés allemands (de), Bonn 1991,  (ISBN 3-88557-096-3).
- Kleine Geschichte Pommerns. (= Kulturelle Arbeitshefte, Heft 37). Fédération des expulsés (de), Bonn 1997,  (ISBN 3-925103-86-4).
- Adolf Matthias Hildebrandt (Begründer), Ludwig Biewer (Bearb.): Wappenfibel. Handbuch der Heraldik. 19. Auflage. Degener, Neustadt an der Aisch 1998. (Dieses Standardwerk wird seit der 18. Auflage von Ludwig Biewer bearbeitet im Auftrag des Herolds-Ausschusses für die Deutsche Wappenrolle (de)).
- mit Hans Jochen Pretsch: Das Politische Archiv des Auswärtigen Amts. Auswärtiges Amt, Berlin 2003.
- Ernst Bogislaw Herzog von Croy. (= Varziner Hefte, Nr. 4). Pommerscher Kreis- und Städtetag, Lübeck 2004.
- mit Rainer Blasius (de) (Hrsg.): In den Akten, in der Welt. Ein Streifzug durch das Politische Archiv des Auswärtigen Amts. Vandenhoeck & Ruprecht, Göttingen 2007,  (ISBN 978-3-525-36739-1).